# (1825) Klare
(1825) Klare ist ein Asteroid des Hauptgürtels, der am 31. August 1954 vom deutschen Astronomen Karl Wilhelm Reinmuth in Heidelberg entdeckt wurde.
Benannt ist der Asteroid nach dem deutschen Astronomen Gerhard Klare.